# Meteory (zespół wokalny)
Meteory – kwartet wokalny, założony na początku 1965 roku w Warszawie.

## Historia
Założycielką zespołu była Liliana Urbańska, flecistka i wokalistka wywodząca się z grupy Bossa Nova Combo, której liderem był Krzysztof Sadowski (prywatnie mąż Liliany). Początkowo grupa nagrywała wokalizy jazzowe, wraz z zespołem Bossa Nova Combo. W skład Meteorów wchodziły: Liliana Urbańska, Bożena Betley, Elżbieta Celejewska i Danuta Olkuska-Orlando. Po odejściu B. Betley (która poświęciła się solowej karierze operowej) zastąpiła ją Krystyna Szymańska. W tym składzie zespół wystąpił na IV KFPP Opole, wykonując piosenkę Każdy człowiek ma swój dzień (muz. K. Sadowski). Utwór nie został nagrodzony, lecz stał się przebojem roku 1966. W Opolu Meteorom akompaniował instrumentalny zespół rock and rollowy Tajfuny.

Meteory śpiewały trudne aranże – cztery dziewczyny na cztery głosy, nie jak np. osiem Alibabek na dwa głosy. Śpiewałyśmy głównie wokalizy jazzowe, gdybyśmy nadal istniały, byłybyśmy jedynym tego typu zespołem w Polsce

Choć dziewczęta się podobały, a ich piosenkę śpiewali wszyscy, to grupa została rozwiązana w tym samym roku. Meteory były także pierwszym w Polsce żeńskim zespołem instrumentalno-wokalnym, ponieważ członkinie grupy były absolwentkami wyższych lub średnich szkół muzycznych, wszystkie grały na fortepianie, a w zespole na gitarach elektrycznych, gitarze basowej, flecie i na organach. Zespół pozostawił po sobie wiele nagrań radiowych (lecz nie jako grupa instrumentalna), które co najmniej przez dziesięć lat były emitowane w Polskim Radiu. Jako towarzyszący kwartet wokalny nagrał kilka płyt z Danutą Rinn, Bogdanem Czyżewskim oraz własną, solową czwórkę, pt. Na kosmodromie (EP, Muza N-0396) z muzyką Sadowskiego i akompaniamentem Tajfunów. Z czasem członkinie Meteorów rozjechały się po świecie. Elżbieta Celejewska mieszka w Australii, Danuta Olkuska-Orlando w Szwecji, Krystyna Szymańska w Finlandii. W kraju pozostała jedynie wokalistka Liliana Urbańska, nadal współpracująca z zespołem instrumentalnym Krzysztofa Sadowskiego. Ich córką jest znana wokalistka Maria Sadowska.

### Ciekawostki
17 marca 2019 roku red. Michał Owczarek zaprezentował w kąciku „Ze szpulowca bigbitowca” w ramach audycji Wojciecha Manna „Piosenki bez granic” (Polskie Radio Program III) utwór Meteorów, pt. Każdy człowiek ma swój dzień. Na podstawie zgromadzonych materiałów dziennikarz ów sugerował, że zespół padł ofiarą opresji społecznej i męskiego szowinizmu, a być może tylko patriarchalnych zapędów społeczeństwa doby lat 60. XX w., co najprawdopodobniej przyczyniło się do jego rozpadu.

## Dyskografia[2]

### Czwórki
- 1966: Na kosmodromie (EP, Muza N-0396)

### Kompilacje
- 1966: Popołudnie z młodością (LP, Pronit XL-0319)
- 1966: Alibabki i Ragtime Jazz Band, Meteory (SP, Muza SP-206)
- 2012: Gwiazdy Polskiego Big Beatu: Tajfuny (CD, Muza PNCD 1466)

### Zespół sesyjny
- 2008: Z Archiwum Polskiego Radia, Vol. 7. Tajfuny. Nagrania Radiowe z lat 1964–1966 (CD, Polskie Radio, PRCD 1080)

### Nagrania radiowe
- 1966: Każdy człowiek ma swój dzień[1]